# Federico Morozzo della Rocca

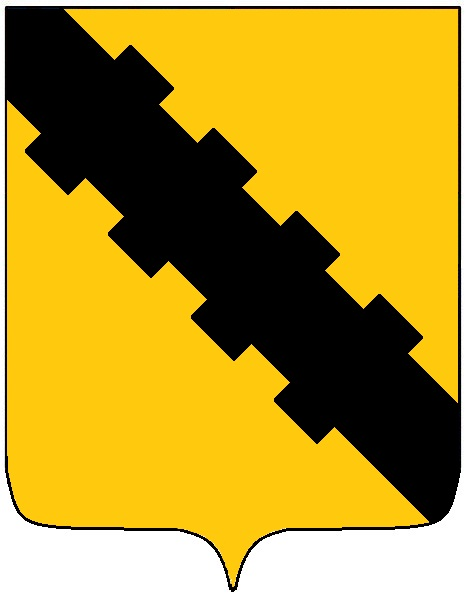
Stemma Morozzo

Federico Morozzo della Rocca (Palermo, 23 febbraio 1878 – Roma, 23 aprile 1971) è stato un generale italiano, decorato con la medaglia d'oro al valor militare a vivente nel corso della prima guerra mondiale. Appartenente ad una delle più antiche famiglie del Piemonte, i Morozzo Della Rocca, era pronipote del generale Enrico Morozzo della Rocca, anch'egli decorato con la medaglia d'oro al valor militare.

## Biografia
Nacque a Palermo il 23 febbraio 1878, figlio di Giuseppe e Henriet Venables, frequentò il Collegio Militare di Roma e successivamente la Regia Accademia Militare di Modena da cui uscì nel 1898 con il grado di sottotenente, assegnato al 45º Reggimento fanteria.
Promosso tenente nel 1902, entrò in servizio presso il 2º Reggimento granatieri della Brigata "Granatieri di Sardegna" Nel settembre 1912 partì per la Tripolitania in forza al III Battaglione di mobilitazione, venendo promosso capitano, e dopo aver preso parte a numerosi combattimenti, rientrò in Italia nel corso del 1913.
All'atto dell'entrata in guerra dell'Regno d'Italia, il 24 maggio 1915, comandava l'8ª Compagnia e subito dopo la dichiarazione di guerra prese posizione sul fronte del basso Isonzo. Rimase ferito a Monfalcone il 9 giugno successivo, e per questo fatto gli venne concessa la medaglia di bronzo al valor militare.
Rientrato al fronte non completamente guarito nel gennaio 1916, si distinse ad Oslavia e sul Sabotino, e nel mese maggio, durante il corso della battaglia degli Altipiani, gli venne affidata le difesa del Monte Cengio, dove il valore dei granatieri rifulse di luce vivissima. Per due giorni contrattaccò alla baionetta, alla testa dei suoi uomini, gli assalti austro-ungarici, finché, senza munizioni e martellato dall'artiglieria e dalla mitragliatrici avversarie, fu costretto ad arrendersi. Per questa azione gli venne assegnata la medaglia d'oro al valor militare a vivente.
Rientrato dalla prigionia riprese la carriera militare, e dal 5 aprile 1919 al 1923, fu Aiutante di campo effettivo di S.M. il Re Vittorio Emanuele III. Promosso colonnello il 1º aprile 1927, comandò per tre anni il 1º Reggimento della Brigata "Granatieri di Sardegna", venendo promosso generale di brigata nel 1935 quando prese parte alla guerra d'Etiopia alla testa di una Brigata eritrea.
Rientrato in Italia fu nominato generale di divisione nel 1937, quando assunse per un breve periodo, il comando della truppe della zona di Socotà. Rimpatriato nuovamente fu posto in posizione di riserva, e promosso generale di corpo d'armata a titolo onorifico nel 1941.
Il 7 gennaio 1962 fu eletto Presidente nazionale dell'Associazione nazionale Granatieri di Sardegna, incarico che mantenne sino al 26 giugno 1962.
Si spense a Roma il 23 aprile 1971. Gli sono state dedicate vie a Brugnera, Palermo, Milano e Cogollo del Cengio.

### Annotazioni
1. ↑  Per la difesa del Monte Cengio furono assegnate sette Medaglie d'oro al valor militare ad altrettanti uomini della Brigata "Granatieri di Sardegna": Federico Morozzo della Rocca, Giani Stuparich, Carlo Stuparich, Nicola Nisco, Alfonso Samoggia, Teodoro Capocci, Ugo Bignami.

### Fonti
1. ↑  Combattenti Liberazione.
2. ↑  Carolei, Greganti, Modica 1968, p. 192.
3. ↑   I Granatieri di Sardegna nella Grande Guerra, in cimeetrincee.it. URL consultato l'8 marzo 2016.
4. ↑   Morozzo della Rocca, su palermoviva.it, Palermoviva.
5. ↑  Cavaciocchi, Ungari 2014, p. 57.
6. ↑  Cavaciocchi, Ungari 2014, p. 102.
7. 1 2  Cavaciocchi, Ungari 2014, p. 106.
8. ↑  Cavaciocchi, Ungari 2014, p. 113.
9. ↑   Motivazione della M.O.V.M. dal sito www.quirinale.it, su quirinale.it. URL consultato il 12 aprile 2010.